# 盧森堡法郎
盧森堡法郎（法語：Franc) 是盧森堡在1854年到1999年期間的流通貨幣（不含1941到1944年期間）。輔幣單位為分，1法郎=100分。1歐元=40.3399盧森堡法郎。

## 資料來源
1. ↑  .   [2008-11-23]. （原始内容存档于2008-11-14）. Coins from Banque Centrale du Luxembourg
2. ↑  .   [2024-01-24]. （原始内容存档于2023-12-25）.
3. ↑  .   [2024-01-24]. （原始内容存档于2023-12-25）.